# Туре Курума, Мамаду
Мамаду Туре Курума (порт. Mamadu Ture Kuruma; род. 26 апреля 1947) — генерал-майор, председатель Военного Командования Республики Гвинея-Бисау.

## Биография
До апреля 2012 года являлся заместителем начальника генерального штаба вооружённых сил. 12 апреля того же года принял участие в государственном перевороте. Фактическим главой заговорщиков был непосредственный начальник Курумы, начальник штаба Антониу Инджаи. Курума был сделан формальным главой хунты, в попытке Инджаи избежать возможных санкций в отношении себя.
Переворот произошёл за 2 недели до назначенного на 29 апреля второго тура президентских выборов, в котором должны были участвовать глава правящей ПАИГК Карлуш Гомеш Жуниор, занимавший на момент голосования пост премьер-министра (получил 49 % голосов в 1-м туре) и оппозиционер, лидер Партии социального обновления Мохамед Ялу Эмбалу, который занимал уже пост президента с 2000 года, был смещён военными в 2003 году, а в 2008 году принял ислам. Яла заявлял о массовых фальсификациях и своём отказе от участия во втором туре выборов.
Оба кандидата и президент страны сначала были арестованы. Члены Военного Командования во главе с Мамаду Туре Курумой заявляли, что одной из причин переворота было то, что действующая гражданская администрация попросила поддержки у Анголы в реформировании вооружённых сил. Действительной причиной переворота было недопущение избрания президентом Гомиша Жуниора, который пытался опереться на Анголу, чтобы противостоять армии Гвинеи-Бисау, которая фактически не подчинялась гражданской власти. Устранение Гомиша Жуниора, который был выслан из страны, позволило военным и дальше сохранять монополию на власть в стране.
После международного осуждения и санкций против руководителей хунты (18 мая Совет безопасности ООН принял резолюцию о запрете на вылет из страны всем членам Военного Командования, в том числе и Мамаду Туре) было подписано соглашение, по которому Курума уступил пост президента новому временному президенту Мануэлу Серифу Ньямаджу, который занял третье место на выборах.